# Metriomantis boliviana
Metriomantis boliviana es una especie de mantis de la familia Mantidae.

## Distribución geográfica
Se encuentra en Bolivia.